# واترفورد (کالیفرنیا)
واترفورد (به انگلیسی: Waterford) شهری در شهرستان استانیسلاس، کالیفرنیا ایالت کالیفرنیا است که در سرشماری سال ۲۰۱۰ میلادی، ۸۴۵۶ نفر جمعیت داشته است.